# Tuppence Middleton
Tuppence Middleton (Bristol, Inglaterra, 21 de febrero de 1987) es una actriz británica. Ha aparecido en películas como Tormented, Chatroom, Cleanskin, Trance, The Lady Vanishes, The Imitation Game y Jupiter Ascending, así como en series de televisión como Bones, New Tricks, Friday Night Dinner, Sinbad, The Spies of Warsaw, Black Mirror y Sense8.

## Primeros años
Tuppence Middleton nació el 21 de febrero de 1987 en Bristol, hija de Nigel y Tina Middleton. Fue bautizada  "Tuppence" por el apodo de infancia que su abuela le dio a su madre. Fue criada en Clevedon, Somerset, con su hermano menor Josh y su hermana mayor Angel. Desde temprana edad, Tuppence estuvo involucrada en obras escolares en Clevedon, incluyendo Guys and Dolls, en la cual ella interpretó el rol principal. También participó en producciones dramáticas locales, incluyendo una pantomima en Clevedon's Princes Hall con su hermana.
Tuppence fue educada en Bristol Grammar School antes de estudiar teatro en la Arts Educational School en Chiswick, Londres, de la cual recibió un título honorario en teatro.

## Carrera
Middleton consiguió seguidores por su aparición en la película británica de horror/comedia Tormented. Su personaje, Justine Fielding, sale con uno de los chicos más populares de la escuela, sólo para descubrir que él y sus amigos eran responsables de la muerte de un compañero.
También ha aparecido en publicidad para Extra y Sky TV.
En 2010, protagonizó el corto de Samuel Abrahams Connect, el cual fue nominado para un BAFTA al mejor cortometraje. En 2011, interpretó el personaje Tanya Greene en la sitcom inglesa Friday Night Dinner, y Sarah en Sirens. En 2012, apareció en Cleanskin, un thriller terrorista protagonizado por Sean Bean, Charlotte Rampling, James Fox, Michelle Ryan y Abhin Galeya. En marzo de 2013 hizo su debut profesional en teatro en la obra The Living Room. También interpretó un rol menor en la película Trance de Danny Boyle.
Entre 2015 y 2017, Middleton interpretó a Riley Blue en la serie original de Netflix, Sense8.

## Vida personal
En abril de 2022 se hizo público que estaba esperando su primer hijo con el director de cine sueco Mans Marlind. Su hijo nació a mediados de 2022.

## Filmografía

### Cine
| Año  | Título                   | Rol                         | Notas                  |
| ---- | ------------------------ | --------------------------- | ---------------------- |
| 2008 | Dance Lessons            | Alice                       | Cortometraje           |
| 2009 | Tormented                | Justine Fielding            |                        |
| 2010 | Skeletons                | Rebecca                     |                        |
| 2010 | Chatroom                 | Candy                       |                        |
| 2010 | In the Meadow            | Grace                       | Cortometraje           |
| 2010 | Ever Here I Be           | Valerie                     | Cortometraje           |
| 2010 | First Light              | Grace                       | Película de televisión |
| 2010 | Connect                  | Mujer                       | Cortometraje           |
| 2011 | Subculture               | Lily                        | Cortometraje           |
| 2012 | Cleanskin                | Kate                        |                        |
| 2013 | The Lady Vanishes        | Iris Carr                   | Película de televisión |
| 2013 | Trance                   | Mujer joven en el auto rojo |                        |
| 2013 | Trap for Cinderella      | Micky                       |                        |
| 2013 | The Love Punch           | Sophie                      |                        |
| 2013 | A Long Way Down          | Kathy                       |                        |
| 2014 | The Imitation Game       | Helen                       |                        |
| 2015 | Jupiter Ascending        | Kalique Abrasax             |                        |
| 2015 | Spooks: The Greater Good | June                        |                        |
| 2019 | Downton Abbey            | Lucy                        |                        |
| 2019 | The Current War          | Mary Stilwell Edison        |                        |
| 2020 | Possessor                | Ava Parse                   |                        |

### Televisión
| Año       | Título              | Rol                  | Notas                                              |
| --------- | ------------------- | -------------------- | -------------------------------------------------- |
| 2008      | Bones               | Vera Waterhouse      | Episodios: "Yanks in the U.K.", partes 1 y 2.      |
| 2010      | New Tricks          | Melanie Higgs        | Episodio: "Fashion Victim"                         |
| 2011      | Friday Night Dinner | Tanya Green          | Episodio: "The Date" y "The Dress".                |
| 2011      | Sirens              | Sarah Fraisor        | Episodios: "Up, Horny, Down" y "I.C.E."            |
| 2012      | Sinbad              | Tigre                | Personaje recurrente                               |
| 2013      | Lewis               | Vicki Walmsley       | Episodios: "Down Among the Fearful", partes 1 y 2. |
| 2013      | The Spies of Warsaw | Gabrielle            | Miniserie de televisión                            |
| 2013      | Black Mirror        | Jem                  | Episodio: "White Bear"                             |
| 2015—2017 | Sense8              | Riley Blue           | Personaje principal, serie de TV Netflix           |
| 2015—2016 | Dickensian          | Miss Amelia Havisham | Personaje principal                                |
| 2017      | Electric Dreams     | Linda                | Episodio: The Commuter"                            |
| 2020      | Los Derrotados      | Claire Franklin      | Personaje principal, serie de TV Netflix           |